# Rochesson
Rochesson – miejscowość i gmina we Francji, w regionie Grand Est, w departamencie Wogezy.
Według danych na rok 1990 gminę zamieszkiwało 627 osób, a gęstość zaludnienia wynosiła 29 osób/km² (wśród 2335 gmin Lotaryngii Rochesson plasuje się na 525. miejscu pod względem liczby ludności, natomiast pod względem powierzchni na miejscu 144.).